# Spin Doctors
Spin Doctors är ett amerikanskt rockband, bildat i slutet av 1980-talet i New York.
Spin Doctors slog igenom i början av 1990-talet med hitarna "Little Miss Can't Be Wrong" och "Two Princes" från studiodebutalbumet Pocket Full of Kryptonite (1991). Deras version av Creedence Clearwater Revivals "Have You Ever Seen the Rain?" fanns 1993 med på soundtracket till filmen Philadelphia.
Efter dåliga försäljningssiffror för deras tredje studioalbum You've Got to Believe in Something (1996) sparkades de av sitt dåvarande skivbolag Epic. De gav 1999 ut Here Comes the Bride för Uptown/Universal men splittrades kort därefter. 2001 började bandet återigen göra sporadiska konserter och 2005 gavs deras femte studioalbum Nice Talking to Me ut.

## Medlemmar
Nuvarande medlemmar
- Chris Barron – sång, gitarr (1989–1999, 2001– )
- Aaron Comess – trummor, slagverk, orgel, dragspel, gitarr, bakgrundssång (1989–1999, 2001–), basgitarr (1999)
- Eric Schenkman – gitarr, piano, bakgrundssång (1989–1994, 2001– )
- Mark White – basgitarr (1989–1998, 2001– )

Tidigare medlemmar
- John Popper – munspel (innan bandet tog namnet Spin Doctors)
- Anthony Krizan – gitarr (1994–1996)
- Ivan Neville – keyboard (1996–1999)
- Eran Tabib – gitarr (1996–1999)
- Carl Carter – basgitarr (1999)

## Diskografi
Studioalbum
- 1991 – Pocket Full of Kryptonite
- 1994 – Turn It Upside Down
- 1996 – You've Got to Believe in Something
- 1999 – Here Comes the Bride
- 2005 – Nice Talking to Me
- 2013 – If the River Was Whiskey

Livealbum
- 1991 – Up for Grabs...Live
- 1992 – Homebelly Groove...Live
- 2015 – Songs From The Road

Singlar
- 1991 – "How Could You Want Him" / "Hard To Exist"
- 1991 – "Jimmy Olsen's Blues"
- 1991 – "Two Princes"
- 1992 – "Little Miss Can't Be Wrong"
- 1993 – "What Time Is It?"
- 1994 – "Have You Ever Seen the Rain?"
- 1994 – "Mary Jane"
- 1994 – "Cleopatra's Cat" / "Uranium Century"
- 1994 – "You Let Your Heart Go Too Fast"
- 1996 – "She Used To Be Mine" / "Marcy of the Air"
- 2005 – "Can't Kick the Habit"
- 2005 – "Nice Talking to Me"

Samlingsalbum
- 2000 – Just Go Ahead Now: A Retrospective
- 2001 – Can't Be Wrong
- 2003 – Two Princes - The Best Of Spin Doctors
- 2007 – Collection